# Koenraad Dillen
Francine Gaston Dillen, detto Koen (Mortsel, 6 novembre 1964), è un politico belga del partito nazionalista fiammingo Vlaams Belang. È stato membro del Parlamento europeo dal 2003 al 2009, nel gruppo Identità, Tradizione, Sovranità nel Parlamento europeo. È figlio di Karel Dillen, fondatore del Vlaams Blok.

## Biografia

### Famiglia
Koenraad Dillen è figlio di Karel Dillen, fondatore del Blocco Fiammingo. Questo partito è stato sciolto nel novembre 2004 a seguito di una condanna della Corte d'appello belga prima di essere ribattezzato Vlaams Belang.
Koenraad Dillen ha una sorella di nome Marijke Dillen. Avvocato, è attiva nel Vlaams Belang.

### Studi
Dillen ha conseguito una laurea in traduzione nel 1987 e ha insegnato francese dal 1989 al 1990. Ha poi lavorato fino al 1992 come Account Manager presso Rank Xerox.

### Carriera politica nel Vlaams Belang
Dal 1991 al 1994, Dillen era segretario amministrativo presso la Camera dei rappresentanti belga.
Dillen è stato nominato al Parlamento europeo nel 2003 per sostituire suo padre Karel Dillen. Nel 2004, durante le elezioni europee del 2004 in Belgio, è stato nominato membro del Parlamento in seguito alle dimissioni di Filip Dewinter.
È stato membro del gruppo Identità, Tradizione, Sovranità, Gruppo dissolto nel novembre 2007. Dopo le elezioni europee del 2009, Dillen ha lasciato il Parlamento europeo.
Parallelamente, Dillen è stato consigliere comunale della città di Anversa dal 2000 al 2005 e poi consigliere comunale di Schoten dal 2009 al 2012.

### Carriera letteraria
Nel 2009, sotto lo pseudonimo di Vincent Gounod, Dillen pubblicò una biografia di François Mitterrand. In precedenza, aveva già scritto sotto lo pseudonimo di Maarten van der Roest un libro su Nicolas Sarkozy.
Koenraad Dillen, è attualmente autore della sezione di notizie sulla Francia al settimanale satirico fiammingo 't Pallieterke, vicino al Vlaams Belang.

### Attività politica dopo il Vlaams Belang
Nel 2011, insoddisfatto della nuova linea politica del suo partito, Koenraad Dillen ha lasciato il Vlaams Belang.
Koenraad Dillen è oggi l'assistente parlamentare del deputato francese Joëlle Bergeron (membro indipendente del gruppo EFDD, ex-FN)..

## Polemica sui legami con i neonazisti
L'11 luglio 1992 in Spagna, in ricordo della battaglia degli Speroni d'oro cara ai nazionalisti fiamminghi, Léon Degrelle dedicò a Koenraad Dillen una foto dell'incontro tra Degrelle e Hitler del 20 febbraio 1944. Dedizione della mano di L. Degrelle: "Per il mio caro amico fiammingo, Koen Dillen, con l'affettuoso attaccamento di Leon Degrelle, l'11 luglio 1992, in memoria degli Speroni d'oro". Koenraad Dillen dirà che questo incontro con Degrelle è stato fatto come parte di un lavoro universitario..